# Simulium berberum
Simulium berberum es una especie de insecto del género Simulium, familia Simuliidae, orden Diptera.
Fue descrita científicamente por Giudicelli & Bouzidi, 1989.